# Lochmaeocles obliquatus
Lochmaeocles obliquatus là một loài bọ cánh cứng trong họ Cerambycidae.